# Énéa
Pour les articles ayant des titres homophones, voir ENEA.
L'Énéa ou ruisseau d'Énéa est un ruisseau français, affluent de la Dordogne, qui coule au sud-est du département de la Dordogne, en région Nouvelle-Aquitaine.

## Géographie
L'Énéa prend sa source dans le quart sud-est du département de la Dordogne vers 185 mètres d'altitude, près du lieu-dit les Chambrils, sur la commune de Proissans, à moins de deux kilomètres au nord-ouest du bourg.
Il passe sous la route départementale (RD) 56 puis reçoit en rive gauche le ruisseau de Lagarde. À l'est du bourg de Sainte-Nathalène, il est franchi par la RD 47 et reçoit en rive gauche successivement le ruisseau de Merdansou puis le ruisseau de Vedel, après être passé à l'est du bourg de Saint-Vincent-le-Paluel.
Il passe sous la RD 704a, reçoit en rive droite le ruisseau de Farge, puis passe sous la RD 704. Franchi par la RD 703, il passe à l'ouest du bourg de Carsac-Aillac.
Un kilomètre à l'ouest de ce bourg, il conflue avec la Dordogne en rive droite, vers 70 mètres d'altitude, dans le cingle de Montfort, en bordure de la RD 703.
De direction générale nord-sud, l'Énéa a une longueur de 16,01 km.

### Communes et département traversés
À l'intérieur du département de la Dordogne, l'Énéa arrose cinq communes,, soit d'amont vers l'aval : Proissans (source), Sainte-Nathalène, Prats-de-Carlux, Saint-Vincent-le-Paluel et  Carsac-Aillac (confluence avec la Dordogne).

### Affluents et nombre de Strahler
Parmi les six affluents répertoriés par le Sandre, quatre portent un nom. D'amont vers l'aval, il s'agit des ruisseaux :
- de Langlade (3,38 km), en rive gauche[3] ;
- de Merdansou, ou le Mianson dans sa partie amont, (5,33 km), en rive gauche[4] ;
- de Vedel (1,61 km), en rive gauche[5] ;
- de Farge (1,67 km), en rive droite[6].

Le ruisseau de Langlade a deux affluents, dont le ruisseau de Massoulie  qui a lui-même un affluent.
Le nombre de Strahler de l'Énéa  est donc de quatre.

### Bassin versant
Le bassin versant de l'Énéa s'étend sur 118 km2.
Il est constitué d'une zone hydrographique : « l'Enéa », et en tangente deux autres à sa confluence avec la Dordogne (fleuve français) : « La Dordogne du confluent de la Germaine au confluent de l'Enéa » et « La Dordogne du confluent de l'Enéa au confluent du Céou » au sein du bassin DCE beaucoup plus étendu « La Garonne, l'Adour, la Dordogne, la Charente et les cours d'eau côtiers charentais et aquitains ».
Outre les cinq communes irriguées par l'Énéa, son bassin en concerne quatre autres : Simeyrols arrosée par le ruisseau de Merdansou, Salignac-Eyvigues, bordée par l'unique affluent du Merdansou Saint-Crépin-et-Carlucet arrosée par le ruisseau de Langlade et Sarlat-la-Canéda où un petit affluent sans nom de l'Énéa prend sa source.
De plus, selon l'étude d'Epidor de 2006, les limites de son bassin versant intègrent une partie nord-ouest du territoire de Calviac-en-Périgord et des zones très restreintes de Carlux (au niveau de Leuil Lagarde), Marcillac-Saint-Quentin (notamment au niveau de  Fontgoutoune), Saint-Geniès (près de Combe Tenergue) et Vitrac (au niveau du lieu-dit le Genébrier).

## Hydrologie
Le débit de l'Énéa a fait l'objet de mesures à Carsac-Aillac entre 2010 et 2018. À cet endroit, le bassin versant de l'Énéa est de 113 km2, soit sa quasi-totalité.
Pendant cette courte période, le débit journalier maximal enregistré a été de 13,1 m3/s le 15 février 2016. Ce jour-là, à 7 h 20, le maximum instantané enregistré était de 13,5 m3/s pour une hauteur maximale instantanée de 2,55 mètres.

## Environnement

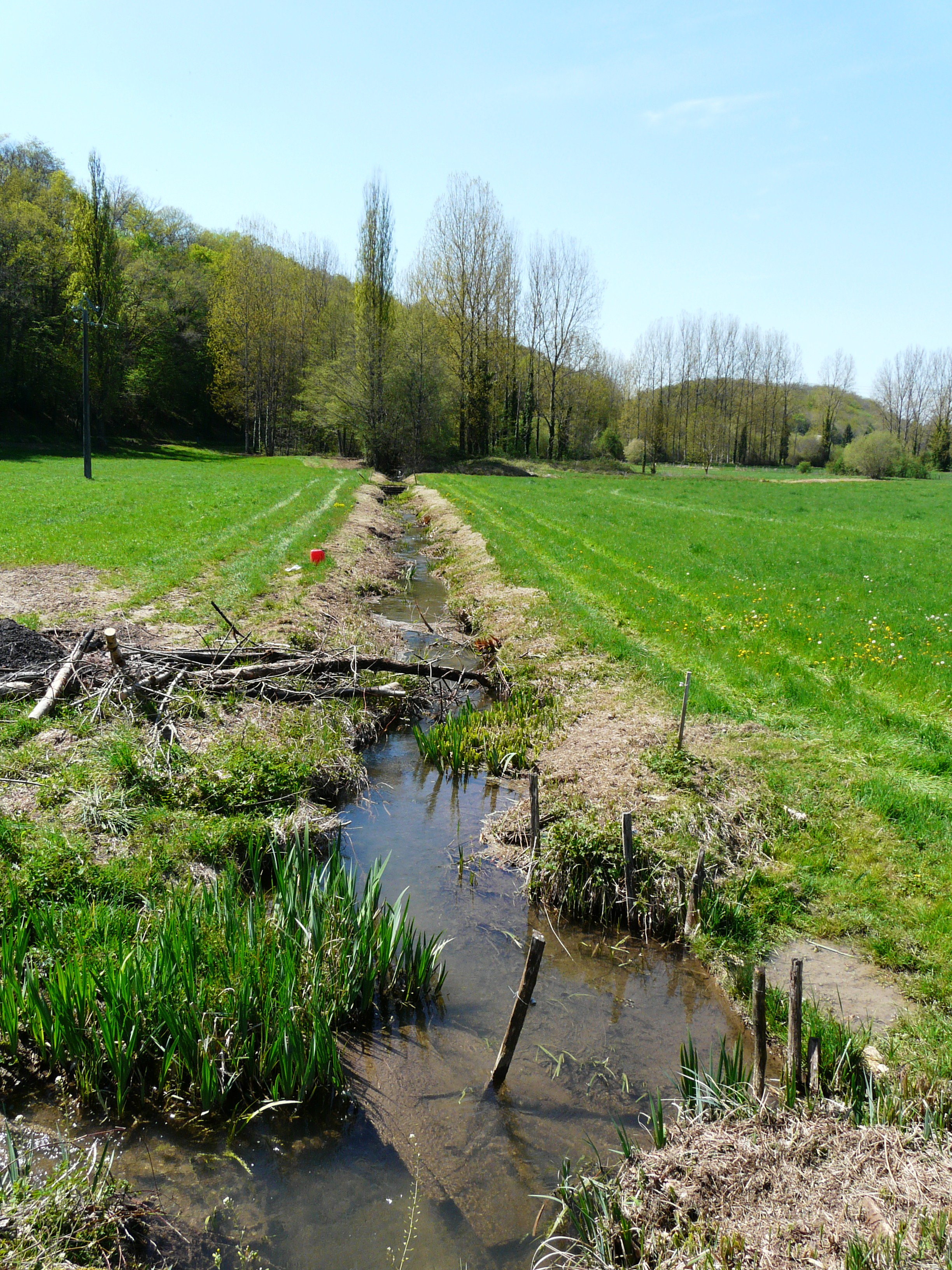
L'Énéa en amont du moulin de la Tour, à Sainte-Nathalène.

Plusieurs zones naturelles concernent le bassin versant de l'Énéa.
Au titre du réseau Natura 2000, le site des « coteaux calcaires de la vallée de la Dordogne » concerne les coteaux de l'ouest de la commune de Calviac-en-Périgord et ceux de Carsac-Aillac depuis Aillac jusqu'au cingle de Montfort, sur une superficie d'environ 2 km2, sur quatre ensembles séparés,. Deux espèces de chauves-souris protégées au titre de la directive habitats de l'Union européenne y sont présentes, le Grand rhinolophe (Rhinolophus ferrumequinum) et le Petit rhinolophe (Rhinolophus hipposideros). D'autres espèces importantes y ont été recensées : un amphibien, un papillon, un mammifère, huit oiseaux et deux plantes.
Un autre site Natura 2000, les « coteaux calcaires de Proissans, Sainte-Nathalène et Saint-Vincent-le-Paluel », concerne les coteaux plus en amont du bassin versant. Il s'étend sur plus de 4 km2 éparpillés entre une quinzaine de zones disjointes sur les communes de Proissans, Saint-Crépin-et-Carlucet, Saint-Vincent-le-Paluel et Sainte-Nathalène, le long de l'Énéa et de ses affluents et sous-affluents,. Un papillon, l'Écaille chinée (Euplagia quadripunctaria) protégé au titre de la directive habitats, y a été recensé. Cinq autres espèces importantes y ont été répertoriées : un oiseau, un insecte, un reptile et deux plantes.
Ce second site est inclus à l'intérieur d'une zone naturelle plus étendue, de plus de 11 km2, qui concerne également la commune de Marcillac-Saint-Quentin : une zone naturelle d'intérêt écologique, faunistique et floristique (ZNIEFF) de type 2 morcelée en une quinzaine de zones séparées, les « coteaux à chênes verts du Sarladais : II-Secteur de l'Énéa et de ses affluents »,. Quatre  espèces déterminantes de plantes y ont été répertoriées en 2015 : l'Euphorbe de Séguier (Euphorbia seguieriana), la Leuzée conifère (Rhaponticum coniferum), le Millepertuis des montagnes (Hypericum montanum) et la Néottie nid d'oiseau (Neottia nidus-avis). De plus, une cinquantaine d'autres espèces de plantes ont pu y être observées dont le Fragon petit-houx (Ruscus aculeatus) protégé au titre de la directive habitats.
Au fil du temps, l'anthropisation et la pollution des sols ont entraîné des inondations, un appauvrissement des sols et une perte de biodiversité du bassin versant. Face à ce constat, depuis 2018, un grand plan de cinq ans de renaturation du bassin a été lancé, financé à 80 % par l'agence de l'eau Adour-Garonne, la région Nouvelle-Aquitaine et le département de la Dordogne et impliquant les quatorze communes concernées et les deux intercommunalités dont elles dépendent. Il prévoit des opérations de créations d'habitats pour la faune, de modelage du lit des cours d'eau, de modification des écoulements, de plantations d'arbustes, traitement des rejets, etc., ainsi que la sensibilisation des propriétaires riverains et des agriculteurs concernés.

## Monuments ou sites remarquables à proximité
- Le château de la Roussie, dominant la rive sud de l'Énéa, dans la commune de Proissans.
- L'église Saint-Vincent de Saint-Vincent-le-Paluel, le ruisseau passant en contrebas à l'est du bourg.
- Le château de Paluel, sur un promontoire dominant le ruisseau, à deux kilomètres en aval du bourg de Saint-Vincent-le-Paluel.
- Les grottes du Pech-de-l'Azé, site du Paléolithique moyen sur Carsac-Aillac.
- L'église Saint-Caprais de Carsac à Carsac-Aillac, située au bord de l'Énéa, à environ1,2 km avant sa confluence avec la Dordogne.

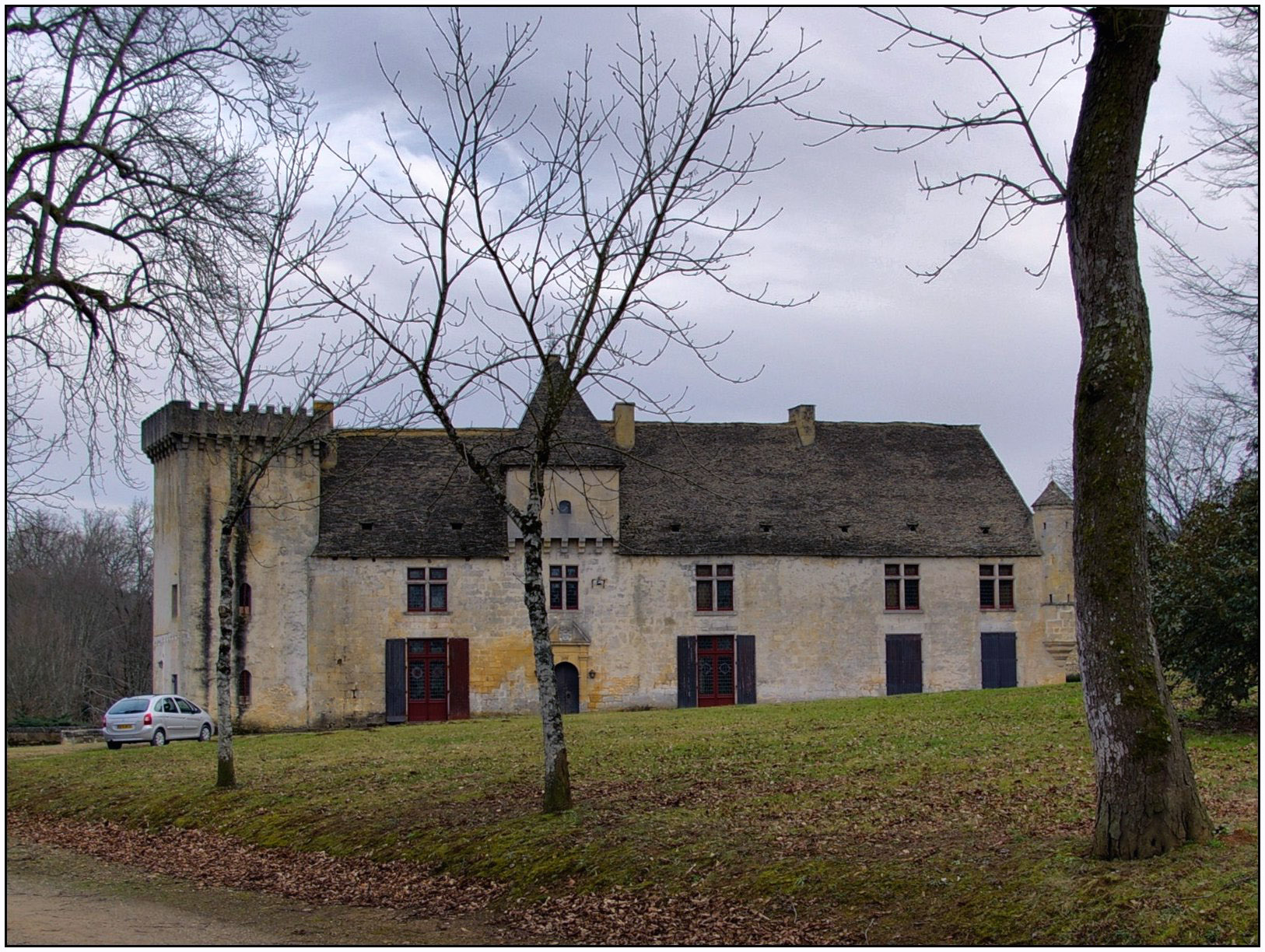
Le château de la Roussie.
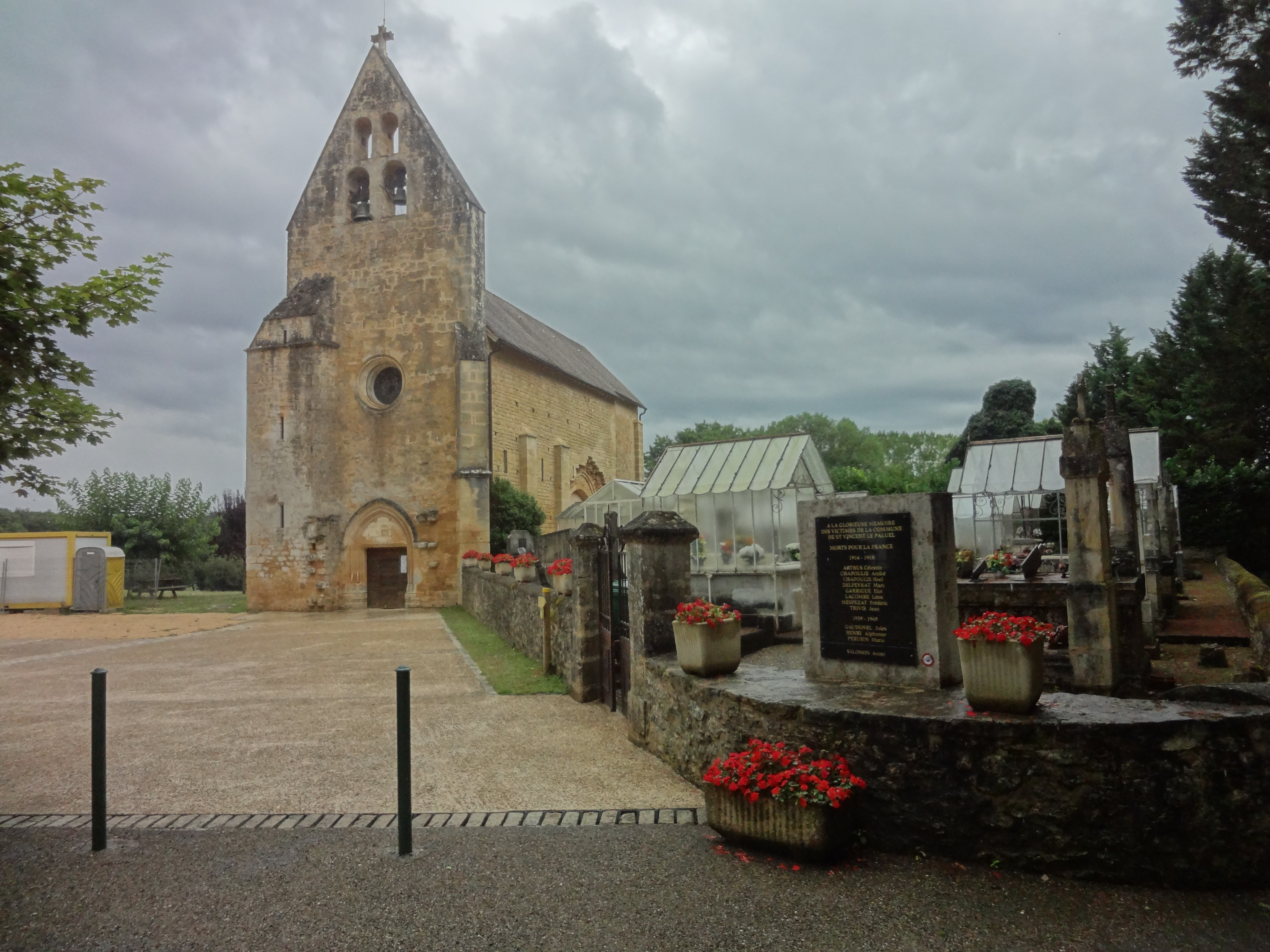
L'église Saint-Vincent de Saint-Vincent-le-Paluel.
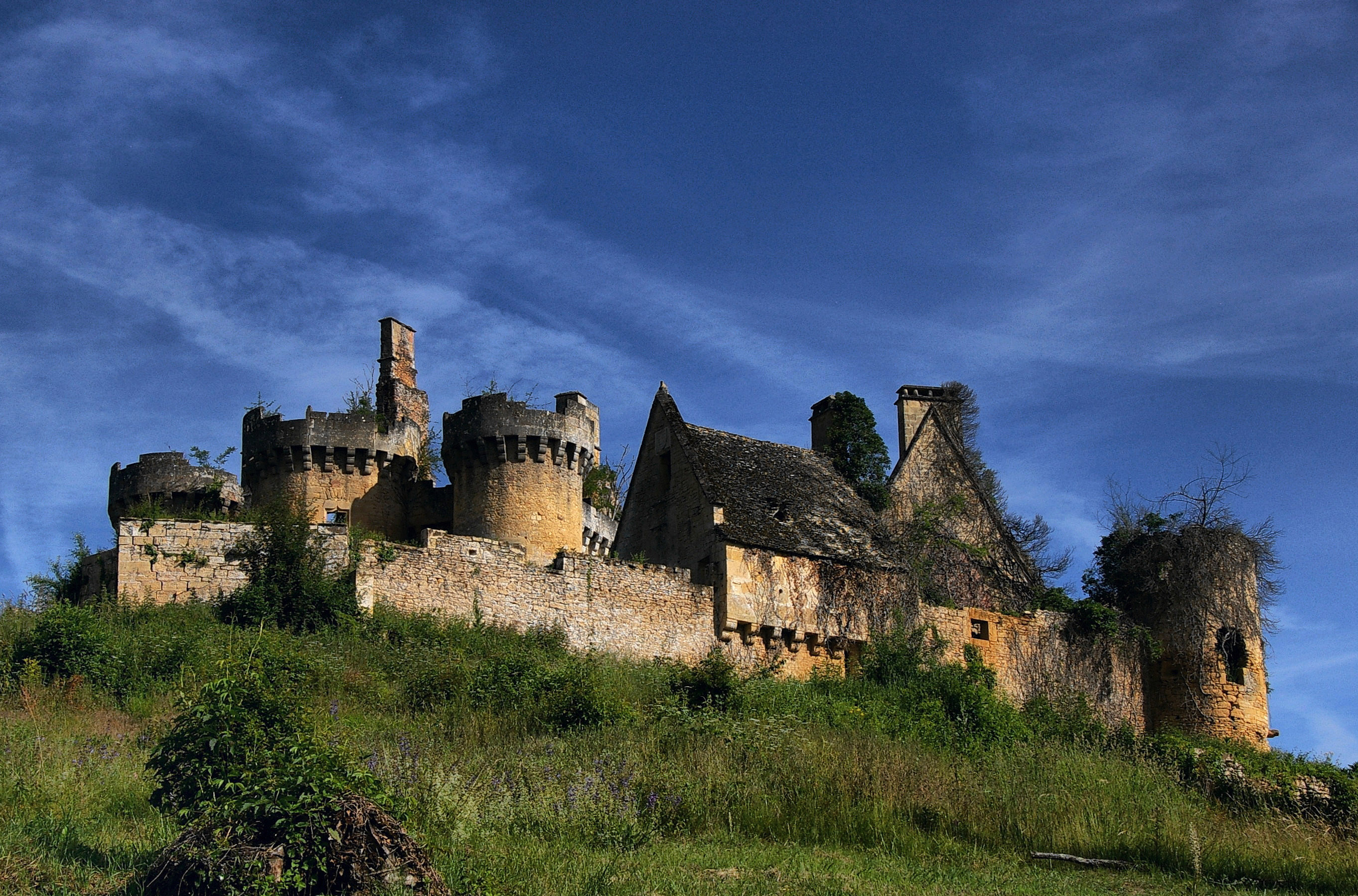
Le château de Paluel.
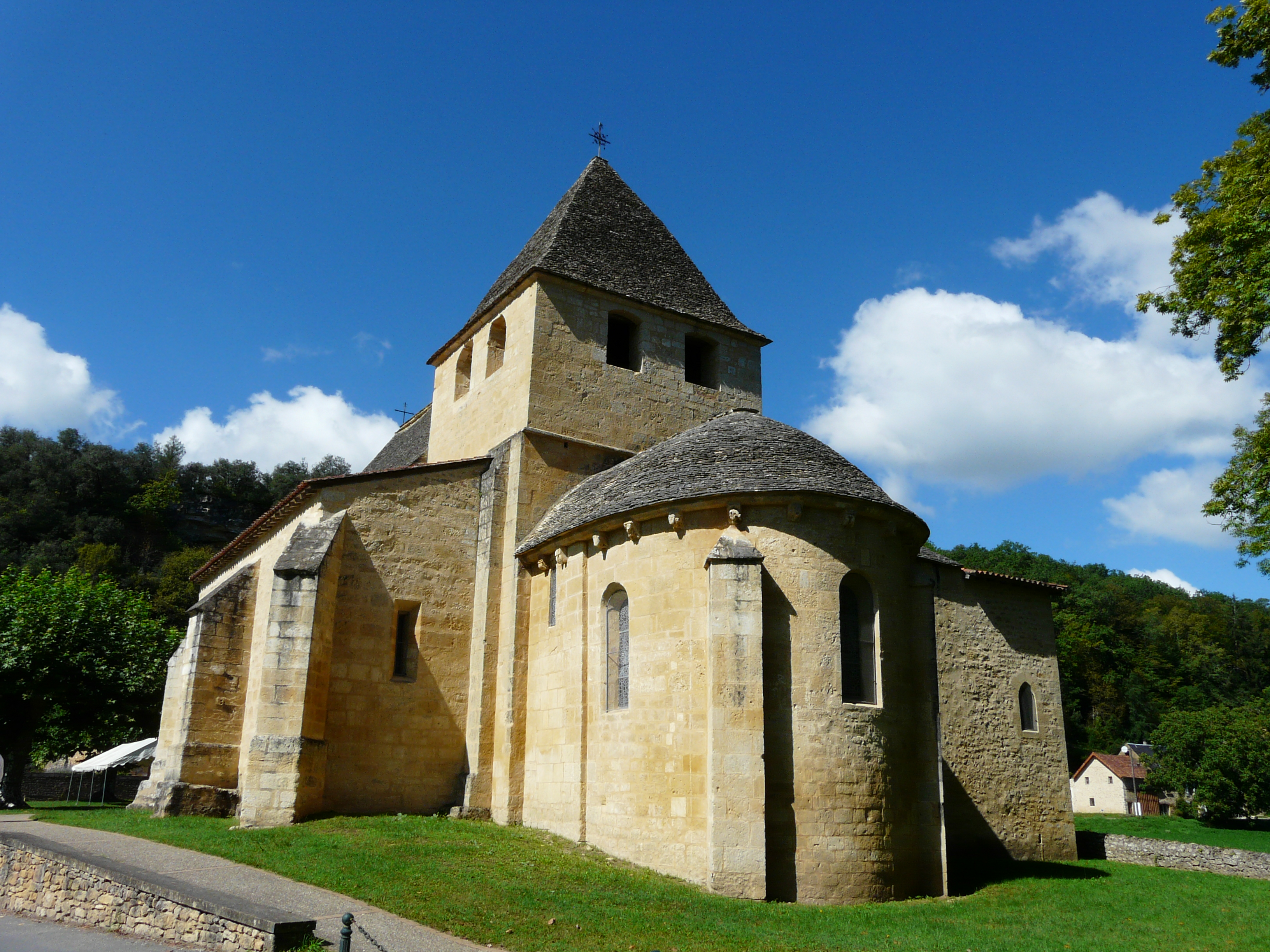
L'église Saint-Caprais de Carsac.